# Rosa Fontana
Rosa Fontana (Rosa Engracia Sevilla Plo; Zaragoza, 21. siječnja 1938.) španjolska je glumica.

## Filmografija

### Filmovi
- ¡Se armó el belén!
- Vente a Alemania, Pepe
- Hay que educar a papá
- Crónica del alba. Valentina
- Lala – Lucía

### Serije
- Ni pobre ni rico, sino todo lo contrario
- Diálogos de Carmelitas
- Aquí no hay quien viva

## Obitelj
Rosa Fontana je kći pjesnika Avelina Seville Hernándeza. Godine 1959., Rosa se udala za Rafaela Rivellesa Guilléna, kojem je rodila sina Rafaela Victora i kćer Rosu Anu. Nakon Rivellesove smrti, Rosa se udala za Carlosa Manuela Lemosa; njihova je kći Esperanza Lemos.